# Azzurri Film
La Azzurri Film è stata una casa di produzione cinematografica italiana attiva a Palermo all'inizio del XX secolo.

## Storia
Fondata dall'attore, regista e produttore di origine bolognese Paolo Azzurri nel 1914, contestualmente alla sua "Scuola di recitazione per attori cinematografici" (la più importante scuola italiana di recitazione degli anni dieci), la casa di produzione lanciò due film, entrambi nel 1915: il poliziesco La regina della notte, con soggetto e sceneggiatura di Patrizia Unitario-Chiolo, e Nel gorgo, film drammatico con soggetto e sceneggiatura dello stesso Azzurri.